# كيت بيندكت هارفي
كيت بيندكت هارفي (بالإنجليزية: Kate Benedict Hanna Harvey)‏ هي فاعلة خير أمريكية، ولدت في 26 ديسمبر 1871، وتوفيت في 1936.